# Дванаести Доктор
Дванаести Доктор је инкарнација Доктора, протагонисте британске научнофантастичне телевизијске серије Доктор Ху. Глумио га је глумац Питер Капалди у 3 серијала и 4 специјала. Као и у претходним инкарнацијама Доктора, лик се такође појавио у другим спиноф медијима Доктора Хуа.
У оквиру наратива серије, Доктор је неколико векова стар ванземаљски Временски господар са планете Галифреј који путује кроз време и простор у ТАРДИС-у, често са сапутницима. На крају живота, Доктор се регенерише па се због тога његов физички изглед и личност мењају. Капалдијево тумачење Доктора је оштар, контемплативан и прагматичан лик који скрива своја осећања у току доношења тешких и понекад немилосрдних одлука. Временом постаје љубазнији, саосећајнији и отвореније показује своју несебичност. У регенерацији му претходи Једанаести Доктор (Мет Смит), а следи га Тринаести (Џоди Витакер).
Међу сапутницима ове инкарнације су учитељица Клара Освалд (Џена Колман) која је путовала са његовом претходном инкарнацијом, помоћница у кантини и студенткиња Бил Потс (Перл Меки) и ванземаљац Нардол (Мет Лукас). Такође је гостовао у спиноф серији Класа, појавивши се у првој епизоди серије.

## Развој

### Избор глумца
Мет Смит, који је играо Једанаестог Доктора, јавно је најавио свој одлазак из серије 1. јуна 2013, што је изазвало опсежне медијског нагађања на тему његовог наследника. Кладионица William Hill је 3. августа 2013. укинула клађење када је Капалди постао фаворит од пет до шест. Избор Капалдија за улогу је откривен 4. августа током директног преноса на каналу BBC One под називом Доктор Ху Уживо: Следећи Доктор. Емисију уживо, коју је водила Зои Бол, пратило је у просеку 6,27 милиона људи у Уједињеном Краљевству, а истовремено је емитована и у Сједињеним Државама, Канади и Аустралији.
Иако је Капалди био први избор за ову улогу, помињали су се и други глумци у случају да Капалди одбије понуду. Бен Данијелс, који је био рани фаворит након најаве одласка Мета Смита, рекао је да су му се обратили са циљем да процени да ли би га занимало да игра Доктора, при чему је његово име остало као могући кандидат до пре BBC-овог преноса.
Главни сценариста и извршни продуцент серије Стивен Мофат рекао је да му је Капалди „накратко пролетео кроз главу” док је бирао Једанаестог Доктора, али да је одбацио ту идеју, мислећи да у то време није био прави избор за улогу. Бен Стивенсон, начелник драмског одељења BBC-а, изјавио је да је Капалди предложен неколико месеци пре августовског открића и да је тајна аудиција одржана у Мофатовом дому. Капалди се припремао за аудицију тако што је скинуо старе сценарије серије са интернета и вежбао пред огледалом. Открио је да је добио улогу током снимања серије Мускетари Адријана Хоџиса у Прагу; пошто је пропустио позив свог агента, Капалди га је позвао и поздрављен је са „Здраво, Докторе!”. Са 55 година када је добио улогу, Капалди је био само неколико месеци млађи од Вилијама Хартнела (Први Доктор) када је овај добио улогу, и најстарији је глумац после Хартнела који је глумио Доктора и трећи најстарији глумац који је тумачио лик. Мофат је сматрао да би старији глумац најбоље функционисао после најмлађег јер би то истовремено донело промену и умањило поређења. Он је прокоментарисао: „У потпуности могу да верујем да ће се чудни стари-млади Мет Смит претворити у чудног младог-старог Питера Капалдија.”
Капалди се раније појављивао у другим улогама у франшизи Доктор Ху. Глумио је Лобуса Цецилија у епизоди „Ватре Помпеје” из 2008. и Џона Фробишера у серијалу Деца Земље из 2009. године у спиноф серији Доктра Хуа, Торчвуд. Мофат је изјавио да планира да временом објасни зашто постоје три лика у универзуму Доктора Хуа са истим изгледом. Његов претходник Расел Т. Дејвис му је једном објаснио теорију за прве две, а након Капалдијевог избора уверио је Мофата да ће објашњење и даље функционисати. На ово стање алудира се у епизоди „Дубоки удах” када се збуњени Доктор присетио Цецилија када се погледао у огледалу. У епизоди „Девојка која је умрла” објашњава се да је Доктор изабрао Цецилијево лице да подсети себе да је он Доктор и да увек може да спасе људе. Иако то није објашњено у овој епизоди, Мофат је касније рекао да он такође дели лице са Џоном Фробишером пошто је Фробишер Цецилијев потомак и представља крај Цецилијеве крвне лозе, позивајући се на Докторову „вечну битку са пропашћу и судбином”. Избор Капалдија за улогу означава други пут да се глумац раније појавио у серији, а затим је добио улогу инкарнације Доктора, а први је био Колин Бејкер.
Капалди се накратко појављује у специјалу поводом 50. годишњице. Мофат је изјавио да је његов „план од почетка” био да сви Доктори долете да спасу Галифреј и знао је да ће у то време бити и нови. Додао га је пре него што је знао ко ће бити изабран за улогу. Капалди је снимио своје појављивање 3. октобра 2013. много пошто је главно снимање специјала завршено, а истог дана је снимио своју дебитантску сцену за „Време Доктора”.
Капалди је за ову улогу задржао свој матерњи шкотски нагласак. Говорећи о својој одлуци, рекао је да је то урадио да би се осећао ближе лику. Неколико твитова је објављено у септембру 2014. у којима се тврди да су неки гледаоци тешко разумели Капалдија. Учитељ говора и стручњак за лингвистику су указивали да сваки проблем са разумевањем Капалдија има више везе са излагањем него нагласком.

### Одлазак
Након најаве да ће Стивен Мофат напустити серију у децембру 2017. и да ће га заменити нови шоуранер Крис Чибнал, ова одлука је довела до нагађања о томе да ли ће Капалди остати у улози Доктора или отићи заједно са Мофатом. Месец дана пре овога, Капалди је изјавио: „Ово би могла бити моја последња година. Застрашујуће је, волим Доктора Хуа, али то може бити одвојен свет и желим да радим друге ствари. Доћи ће време када ће ово бити готово, али то сам знао када сам почео. Од почетка сам размишљао о својој регенерационој сцени. То је моја страшна меланхолична природа, али када прихватиш посао знаш да ће доћи дан, неминовно, када ћеш се опростити.”
Капалди је 30. јануара 2017. потврдио да ће му десети серијал бити последњи. Што се тиче његове одлуке да оде, Капалди је изјавио да упркос свој огромној љубави према серији, није сигуран да ли ће успети да оствари свој најбољи учинак ако остане у улози предуго.

## Лик

### Костим
Уопштено, костим Дванаестог Доктора састоји се од тамноплавог Кромби капута са гримизном поставом, тамноплавих панталона, беле кошуље са дугачком крагном која се закопчава до врха, црног кардигана или прслука и чизама од брога. Његова кошуља варира од епизоде до епизоде, а појављују се морнарска кошуља, тамно љубичаста кошуља и црна кошуља са белим тачкама, као и црни џемпер који је носио испод капута у свом првом серијалу. Такође носи дуксерицу преко џемпера од 9. серијала преко мајице, испод капута. У „Временској пљачки”, Доктор описује свој костим са: „Надајући се минимализму, мислим да сам смислио мађионичара”.
Његов изглед је створио костимограф Хауард Берден. Његов дизајн је описана као: „Без украса, без шалова, без петљања, само 100% бунтовнички Господар времена”. Капалди је рекао да је требало дуго да се костим пронађе. Разлог зашто се одлучио на свој крајњи костим је био тај што је сматрао да је "то прилично тежак изглед. Увек сам желео да буде у црном − увек сам видео Доктора у тамним бојама. Не у твиду” у односу на изворни костим његовог непосредног претходника. „Мет је заиста млад кул момак – може да носи било шта, али ја сам желео да то скинем и да будем веома оштар.” Мофат је његов изглед описао као „нешто попут инсекта-гранчице”. Рекао је и да га Клара назива „седокосом инсект-гранчицом у једном тренутку”. Капалди је такође изјавио да је одабрао костим Дванаестог Доктора како би обожаваоци серије који уживају у косплеју могли лако да га опонашају без великих трошкова. Пишући за Radio Times, модна колумнисткиња Ана Филдинг описала га је као „класичан рани скинхед изглед” и повезала га са Капалдијевом историјом панк музичара.
Капалдијев костим је варирао у неким епизодама. У „Мумији у Оријент експресу” он облачи смокинг који одговара раздобљу и црну кравату. У „Чаробњаковом шегрту” носи Ray-Ban наочаре за сунце (касније је у епизоди „Вештичин фамилијар” откривено да су оне његова варијанта соничног шрафцигера), мајицу и кариране широке панталоне заједно са капуљачом и Кромби капутом. У „Суочењу са гавраном”, Дванаести Доктор носи гримизну сомот варијанту свог Кромби капута. Пошто га је накратко одбацила у епизоди „Ђаволски упоран”, Клара коментарише да је због тога изгледао више „докторски”. На крају епизоде, он облачи гримизни капут у њену част, а ТАРДИС му даје нови сонични шрафцигер. У завршном делу епизоде „Мужеви Ривер Сонг”, Доктор поново облачи исти смокинг и старинско одело као у „Мумији у Оријент експресу”. У Капалдијевој последњој сезони, највише варијација виђено је на Докторовом костиму. У првој епизоди сезоне, Капалди је обукао нови црни сомотни фрак са плавом поставом и шиљастим реверима. Овај капут се појавио неколико пута током сезоне. Морнарски Кромби капут се вратио у епизоди „Кисеоник”, као и црвени сомотски Кромби. Још један додатак Докторовој гардероби се јавља средином сезоне са увођењем сивог ланеног фрака. Коначни изглед који је Капалди имао за време док је био Доктор био је тамноплави капут од сомота са црвеном поставом. Овај капут је на крају уништен након његове последње битке са Киберљудима у завршници серијала, „Докторов пад”.

### Карактеризација
Прво и најважније, он није човек. Зато мислим да се бори да створи варијанту себе са којом људи могу да се нађу у близини. Он увек покушава да спасе универзум, па ако некога успут узнемири, то би се од њега могло и очекивати. Али касније, он се вероватно мало забрине и пожели да се врати и каже: „Жао ми је што сам вас узнемирио”. Волим када је чудан.

—Питер Капалди
Дванаести Доктор је, према Капалдијевим речима, „више ванземаљац него што је био неко време”. Док себе још увек дефинише као некога ко „спашава људе”, Дванаести Доктор се мало брине о томе да га виде као јунака или чак да се допадне људима које покушава да спасе. За разлику од његове претходне две инкарнације које су бринуле о људима и покушавале да их разумеју, Капалди је потврдио да ова инкарнација „не разуме баш људска бића или заиста брине о њиховом одобравању”. Након његове регенерације Клара се налази у неповољном положају, у почетку не видећи кроз његову „тврду спољашњост”. Играјући Клару, Џена Колман каже за овог Доктора: „Он је удаљенији, не можете му приступити на исти начин”, у поређењу са његовим пријатељским и приступачнијим претходником. Првобитно је објављено да је Капалди изричито тражио да Доктор не флертује са својом сапутницом на начин на који је то чинила његова претходна инкарнација, али је глумац изјавио да није рекао тако нешто и да су то надували медији. Стивен Мофат је напоменуо да је Капалдијев Доктор можда више заљубљен у Клару него што би он желео да верује. Такође је описан као „потпуни зависник од адреналина” и, према Мофатовим речима: „Много жешћи, луђи [и] мање поуздан. Он није одмах тако приступачан и не тражи нужно ваше одобрење, када вам каже 'Чекај ту, сад ћу доћи', ниси потпуно уверен... оно што он не ради је веома уверљиво.” Мофат је такође описао како Дванаести Доктор има поремећај пажње; на ово је такође указивао сам лик у мини-епизоди „Докторова медитација” у којој он наводи да Клара верује да он има то стање.
Марк Гетис је рекао да је Капалдијев Доктор био „нешто у стилу Тома Бејкера, Џона Пертвија, па чак и Кристофера Еклстона... то је неко ко вам неће одмах постати најбољи пријатељ и може бити прилично оштар и непристојан”. Мофат је додао на ову анализу лика рекавши: „Он има огромну способност са безобзирним хумором и много тога је око чињенице да је понекад ужасно непристојан. Мислим да ће деца мислити да је он непристојни Доктор... Можда бисте желели да га мазите, али он ће се заиста одупрети.” Речено је да ће део Докторове личности делити „извесну киселу духовитост” Малколма Такера из серије The Thick of It, „посебно став, мудровање и енергију... он може бити нервозан, несталан и опасан”. Капалди је изјавио да су сви претходни глумци који су играли Доктора били каналисани у његовом тумачењу и да су на њега посебно утицали Хартнел, Пертви и Дејвисон. Описан је као „старији, жешћи, лукавији Доктор”. Упркос својој мрачнијој личности, Капалди је рекао да је Доктор и даље „смешан, радостан, страствен, емпатичан и неустрашив”. Џена Колман је додала да је овог пута Доктор „загонетнији, тајанственији, сложенији, исцрпљенији и безобразнији” у поређењу са своја два непосредна претходника. Стивен Мофат се нашалио да је „више Шкот него прошли пут”.
У 9. серијалу, Капалди је описао свој лик као „трагача за узбуђењем” који се суочава са опасношћу где убрзо схвата да је „једно од најсрећнијих створења у читавом времену и простору” и да је „живот кратак чак и за две хиљаде година”. Према речима Колманове у вези са Кларином везом са Доктором, када је упитана да ли гаји осећања према њему, она је рекла: „Она је потпуно заљубљена у њега, одувек је била. То је сопствена врста љубави. Он је њен јунак, али она је веома невољна да му то каже. То је љубав Доктора и сапутнице и нема ништа слично томе. Они су на неки начин ослобођени својих проблема и на дивном месту заједно. Раније је покушавала да га држи под контролом, а сада њих двоје говоре 'Хајде да скочимо, хајде да урадимо то', наговарајући једно друго да учине свашта, и буду све безобзирнији”, открила је она. Капалди је изјавио: „То је нека врста потпуно платонске везе, што је прилично необично. Проблем је што Доктор зна много више него што је икада открио. Он зна Кларину судбину. Он зна судбину свих својих сапутника пре њих самих.” На крају су и Капалди и Колманова потврдили да је однос Доктора и Кларе романтичне природе.
За 10. серијал, Капалди је описао свој лик као „затворенији” и „сумњичавији” него претходне сезоне, елаборирајући: „Ако сте пратили овог Доктора, видели сте га како пролази кроз све те различите боје и све те различите места, а где он сада иде, не знам, али је прошао кроз сито и решето”. Капалди је изразио ово у смислу свог лика: „Зато што је на неки начин много попустљивији, али на друге начине је још мрачнији. Тако да мислим да то чини веома занимљив лик.” Када је разговарао о интеракцији између Доктора и његове последње сапутнице Бил Потс, Капалди је елаборирао: „То је нека врста односа између учитеља и ученика, али постаје сложенији од тога и мислим да на крају Доктор мора сам да се подвргне неком драмом. Тако да мислим да постаје помало забринут да је увукао неког другог у своје пустоловине, а да их није сасвим припремио.”

## Појављивања

### Телевизија
Дванаести Доктор се први пут појављује у специјалу поводом педесете годишњице серије, „Дан Доктора” (2013), када се тринаест инкарнација Доктора ујединило да спасу његову родну планету Галифреј од уништења током Временског рата. У почетку, Господари времена у Галифрејевој ратној соби примећују дванаест плавих ТАРДИС-а који се приближавају и окружују планету. Овај број се затим испоставља као тринаест, а Капалдијеве руке, очи и чело накратко су приказане. Он затим дебитује у потпуности на крају следеће епизоде, „Време Доктора”, пошто су Једанаестом Доктору (Мет Смит), који треба да умре од старости, Господари времена, који остају скривени у џепном универзуму, дали нови циклус регенерација.
У премијери 8. серијала, „Дубоки удах” (2014), Доктор стиже у викторијански Лондон где се опоравља од стреса регенерације у почетку под бригом Патерностер банде. Пошто је открио могуће присуство ванземаљаца у Лондону, Доктор бежи и живи као бескућник неко време. Док је био у бекству, верује да је већ видео своје ново лице, мада се не сећа одакле. Њега и Клару (Џена Колман) поново уједињује трећа страна и схватају да је та трећа страна већ неко време ковала заверу да их доведе. Доктор помаже Клари да превазиђе своје резерве према његовој новој личности и старијем физичком изгледу и они поново почињу да путују заједно. Током серијала, он и Клара имају успоне и падове у свом пријатељству узроковане како Докторовом бешћутношћу, тако и тиме што Клара жели да настави да путује у тајности од свог дечка Денија Пинка (Семјуел Андерсон). Она није могла да реши ситуацију пре него што је Дени погинуо у саобраћајној несрећи у првом делу завршнице серијала „Тамна вода”/„Смрт на небесима”. У завршници, он упознаје Миси (Мишел Гомез), најновију инкарнацију његовог непријатеља Господара, која открива да се уротила да споји њега и Клару и да је почела да претвара Земљине мртве у Киберљуде. Њен план је да угрози Докторов морал понудом војске са којом ће владати универзумом. Мисина шема је осујећена, али су прво многи помрли и Земља је у хаосу. Доктор узима оружје од Кларе како би своју сапутницу поштедео терета убијања саме Миси. Док Доктор оклева, кибер преобраћени бригадир Летбриџ-Стјуарт, задржавајући своју људскост, изгледа да дезинтегрише Миси ласерском експлозијом. Након трауматичног искушења, Доктор и Клара се растају, наизглед заувек, пре него што их је поново ујединио заједнички сан у епизоди „Последњи Божић” после чега су пристали да наставе да путују заједно.
У премијери 9. серијала, „Мађионичарев шегрт”/„Вештичин фамилијар (2015), Доктора, заједно са Кларом и Миси, која је преживела своје наизлгедно уништење, позива на планету Скаро Докторов непријатељ Даврос (Џулијан Блич), творац злог рода Далека, који је на самрти. Даврос игра на Докторове симпатије како би га преварио да ревитализује умируће Далечко царство, исисавајући део Докторове регенерационе енергије да то учини. Доктор такође оживљава масу умирућих Далека посланих у канализацију Скара који почињу да разарају град и он бежи са Кларом, али прво је посетио Давроса као дечака на бојним пољима Скара и усадио у него поуку о врлинама милосрђа. У „Девојци која је умрла”, Доктор се коначно сећа да дели лице са човеком кога су убедили да спасе у Помпеји, упркос свом првобитном оклевању да промени временску линију. Претпоставља да је подсвесно изабрао ово лице као подсетник да је његов посао да спасава животе; он је инспирисан да васкрсне викиншку девојку Ашилду (Мејси Вилијамс) ванземаљском технологијом. Он сазнаје у „Жени која ја живела” да је она постала бесмртна и да бди над његовим прошлим сапутницима. У „Суочењу са гавраном”, Клара умире док је покушавала да надмудри Ашилду која је инсценирала разрађену замку да ухвати Доктора, за коју он сазнаје у епизоди „Послато са небеса” да је то учинила у име Господара времена. Излазећи из замке на својој матичној планети Галифреј, он шаље упозорење свом народу о свом повратку. У епизоди „Ђаволски упоран”, Доктор свргава председника Господара времена, Расилона (Доналд Самптер), и користи технологију Господара времена да спасе Клару од тренутака пре њене смрти, а затим наставља да бежи с њом до краја времена у нади да ће преварити смрт трајно. Ашилда га затим убеђује да он и Клара опасно утичу једно на друго и да можда заједно чине „Хибрид два велика ратничка рода” за који је проречено да ће уништити Галифреј. Доктор покушава да избрише Кларина сећања на њега помоћу уређаја, али она га мења тако да уместо тога утиче на његова сећања на њу. Она га оставља иза себе на Земљи са његовим ТАРДИС-ом да поново крене у пустоловине. Она одлази у свом украденом ТАРДИС-у заједно са Ашилдом, обећавајући да ће се једног дана вратити на Галифреј и прихватити своју смрт.
Божићни специјал „Мужеви Ривер Сонг” (2015) обележава прво појављивање Дванаестог Доктора заједно са његовом лажном супругом Ривер Сонг (Алекс Кингстон) која путује кроз време. Након емотивне пустоловине, Доктор и Ривер коначно признају у потпуности своја осећања једно према другом, а он на крају испуњава историју коју је Ривер испричала његовој ранијој инкарнацији у епизоди „Тишина у библиотеци” (2008): дајући јој свој сонични шрафцигер и проводећи 24-годишњи састанак заједно као њихов последњи сусрет. Доктор се затим појављује у првој епизоди спиноф серије Класа, постављајући две ванземаљске избеглице и групу тинејџера да штите ученике и особље Академије „Кол Хил” од ванземаљских претњи. Враћа се у божићном специјалу 2016, „Повратак Доктора Мистерија”, заједно са новим пратиоцем (и првим сталним ванземаљским пратиоцем у обновљеној серији) Нардолом (Мет Лукас), запосленим Ривер Сонг представљеним у претходној епизоди. Заједно, они спасавају Њујорк од уништења од стране ванземаљаца са амбицијама светске доминације.
У премијерној епизоди 10. серијала, „Пилот” (2017), откривено је да је Доктор провео деценије радећи као професор на Универзитету Светог Луке у Бристолу, држећи предавања о времену и животу, са Нардолом као асистентом. Доктор се заклео да ће остати на Земљи и чувати тајанствени трезор испод универзитета. Озлојеђен након деценија заточеништва на Земљи, он преузима Бил Потс (Перл Меки) као своју нову сапутницу, упркос Нардоловим подсетницима о његовој заклетви. У „Екстремису”, открива се да је Нардол дошао да помогне Доктору по наређењу Ривер пре него што је умрла и да се у тајанственом трезору налази Миси на коју се Доктор заклео да ће чувати хиљаду година. Преко „Лажи земље”, „Царице Марса” и „Ждерача светлости”, Доктор постаје све уверенији да се Миси променила, па је у епизоди „Док је света и века” шаље да реагује на позив у помоћ на броду колоније заробљеном у гравитацији црне рупе. Његов план полази ужасно по злу када су медицинари упуцали Бил и претворили је у Кибержену на доњим спратовима брода где због временског ограничења пролазе многе године. У завршници серијала „Докторов пад”, Доктор се суочава са војском Киберљуди и бори се да убеди Миси да стане на његову страну. На њу утиче њена прошла инкарнација (Џон Сим), који је такође на броду. Тешко повређен нападима Киберљуди, Доктор шаље Нардола да евакуише људе са брода пре него што уништи читав његов ниво. Чини се да је умро, а Бил га води у ТАРДИС који је оживео благовременом интервенцијом њене девојке Хедер (Стефани Хајам). Доктор се буди сам и заклиње се да се неће регенерисати. Држећи се свог живота, он је одлутао из свог ТАРДИС-а и сусреће своју прву инкарнацију (Дејвид Бредли) која се суочава са сличним резервама у погледу своје регенерације. У божићном специјалу „Било двапут”, двојица Доктора размишљају о својим животима и, пошто су били сведоци божићног примирја 1914. године; обојица одлучују да се помире са тим да ће проманеити облике. Сам у свом ТАРДИС-у, Дванаести Доктор даје савете упућене његовом наследнику пре него што се регенерише у Тринаестог (Џоди Витакер).

### Књижевност
Серијал Нови низ авантура укључује романе са Дванаестим Доктором и Кларом Освалд у главним улогама, који су објављени у септембру 2014: Силуета, Ужас који пузи и Крвна ћелија. Следећи талас је објављен у септембру 2015. са причама Дубоко време, Краљевска крв и Генерација великог праска; прва два од њих такође садрже Дванаестог Доктора и Клару, док се у Генерацији великог праска Дванаести Доктор поново уједињује са сапутницом Седмог Доктора из Нових невиних авантура, Бернис Самерфилд. У априлу 2017, објављена су три нова романа у којима се појављују нови пратиоци Нардол и Бил Потс, под називима Човек који сија, Дијамантски пси и Град куге.

### Аудио драме
У фебруару 2019, Дванаести Доктор се појавио у причи Завера Астра, издавачке куће Big Finish Productions, коју је испричала Нив Мекинтош. Дванаести Доктор се од тада појавио у више прича серијала Кратка путовања и антологијској серији Хронике Дванаестог Доктора коју је приповедао Џејкоб Дудмен.

### Видео-игре
Капалди даје глас Lego пандану Дванаестом Доктору у видео-игри Lego Dimensions заједно са Џеном Колман и Мишел Гомез у улогама Кларе и Миси. Такође је добио сопствени ниво под називом „Далечко истребљење Земље” у ком Доктор користи ТАРДИС да путује кроз време до централног Лондона 2025. године где су Далеци завладали светом и Доктор мора да промени судбину снагом путовања кроз време. Такође је позајмио глас лику у онлајн игри CBBC-ја, The Doctor and the Dalek, као и у игри Doctor Who Game Maker на званичној страници Доктор Ху.

## Пријем
Питер Капалди је добио признање критичара за своје тумачење Доктора. Након емитовања епизоде „Дубоки удах”, Јуан Фергусон из новина The Guardian назвао је његов наступ „мудрим и промишљеним”, док се Ричард Бич из Mirror-а сложио да је Капалди показао „сва обележја великог Доктора”. Мајкл Хоган из The Daily Telegraph-а сматрао је да је Капалдијево тумачење „пуцкетало од жестоке интелигенције и живчане енергије”. Капалдијев наступ у епизоди „Слушај” похвалио је Аласдир Вилкинсом из онлајн новина The A.V. Club, који је изјавио: „Капалди се претвара у прикладно неустрашив перформанс, достижући свој опсесивни крешендо док се спрема да дочека све што га чека на крају универзума”. Његову глуму у „Домару“ похвалила је Кери Редфорд из The Telegraph-а која је приметила „Капалдијеву способност да обликује лик Доктора у своју јединствену међугалактичку мрзовољу”, заједно са Морганом Џефријем са веб-сајта Digital Spy који је приметио „Капалдијев је најкомплекснији и најпроменљивији поглед на Господара времена какав није виђен од Еклстона”. Професор Брајан Кокс је приметио: „Он је комплексан, претећи и рањив. Управо оно што би Доктор требало да буде”. Музичар Марк Алмонд је изјавио: „Питер Капалди враћа Доктору дашак таме и безвремене мистерије за коју сматрам да је недостајала, као и дашак претње и несташлука. Он има део абразивности Вилијама Хартнела, стил Џона Пертвија и ексцентричност Тома Бејкера – све мојих омиљених Доктора”. Алисон Грејам из Radio Times-а изјавила је „Питер Капалди је Доктор Ху налик на Виктора Мелдруа. Он је абразиван, једљив и не жели да има додир са модерним животом”. Интервјуишући Капалдија само неколико недеља пре његове прве епизоде, он је рекао да је „одраслији Доктор”, иако је још увек „весео. Озбиљан је када треба, али је и даље прилично комичан”. Патрик Малкерн је додао: „Питер Капалди је једноставно Доктор; најубедљивији од Тома Бејкера” и описао га као „Доктора налик на виски са ледом – дестилован, хладан, пецка на непцу, али загрева на путу доле”.
У јануару 2015, Капалди је постао први глумац који је тумачио Доктора који није ушао у ужи избор за Националну телевизијску награду од оживљавања серије 2005. године. Уочи телевизијских награда Британске академије те године, Пол Флин из The Guardian-а приметио је да је Капалдијево тумачење Доктора имало дејство „значајног смањења коефицијента гламура Доктора Хуа”. Касније је Капалди био номинован за TV Choice награду за најбољег глумца. Такође је био биран за БАФТА награду Велса у категорији најбољег глумца за своју глуму у епизоди „Тамна вода”. Стивен Мофат је похвалио свог главног човека рекавши: „Могли бисмо да се расправљамо до краја живота о томе ко је најбољи Доктор — али за мене је питање ко је најбољи одглумио ову улогу решено заувек. Можете тражити само соло виртуоза, па хвала Богу и Шкотској за Питера Капалдија”. Капалдија је његов претходник Мет Смит похвалио да је „поновно измислио” Доктора Хуа. Колин Бејкер је похвалио Дванаестог Доктора наводећи: „[Капалдијев Доктор] је пргав, мрзовољан и нетолерантан, и Боже – требало би ја сада да га играм. Нисам био довољно стар када сам добио улогу. Могу да будем нетолерантан! [Капалдијев] костим је мање досадан! Волим његов стил, и волим његов лик”. У каснијем интервјуу, Бејкер је рекао да је Капалди у почетку био „груб избор” јер обожаваоци нису били баш сусретљиви према његовој инкарнацији пошто су били навикнути на „слаткише за очи” у облику жустрих узора какви су били Дејвид Тенант и Мет Смит. Силвестер Мекој је такође изразио своје дивљење Капалдијевој инкарнацији, хвалећи његов приказ „старијег” Доктора за разлику од својих млађих претходника, додајући да је његова улога помогла да се пренесе порука која потврђује живот и служи као инспиративни узор за децу.
Скот Колура из IGN-а похвалио је интеракцију и дијалог између Доктора и Давроса у епизоди „Вештичин фамилијар”. Веб-сајт Den of Geek је похвалио Капалдија у епизоди „Пре потопа”, истичући да „његов наступ наставља да меша мрзовољност, дружељубивост, интелигенцију и велику дозу ванземаљског; био је у одличној, одличној форми”. Кетрин Ги из The Telegraph-а је похвалила Капалдијеву глуму у епизоди „Жена која је живела”, истичући да је „у потпуности урастао у улогу. Он оличава тежину Докторове одговорности. Његово лице носи сваки нијансирани израз са треперавом лакоћом”. Његов наступ у „Зајгонској инверзији” је снажно похвалио Ден Мартин из The Guardian-а, наводећи да „овај Доктор никада није био боље написан, Капалди никада више није каналисао Тома Бејкера”. Најистакнутије Капалдијев наступ у епизоди „Послато са небеса” наишао је опште признање критичара, при чему је Патрик Малкерн из Radio Times-а приметио да је „самостална представа Питера Капалдија инстант класик” и да „Капалди пружа 100%, носећи сваку сцену и показујући сваки аспект свог Доктора: бес, ужас, разиграност, жестину, пораз и, на крају, жестоко одбијање да уради било шта друго осим да учини оно што је увек чинио: да пронађе начин да победи”. У рецензији за епизоду „Ђаволски упоран”, Кетрин Ги је изјавила "Питер Капалди је доказао да је један од најбољих Доктора”.  је похвалио динамику између Доктора и Ривер Сонг у „Мужевима Ривер Сонг”, при чему је Сајмон Бру приметио њих двоје као „снажан двоструки чин”, док је Морган Џефри из Digital Spy-а изјавио „ово, у комбинацији са Капалдијевим и Кингстониним осетљивим делом, значи да осећате тежину историје између ово двоје људи који се никада раније нису појавили заједно”. Ендру Билен из The Times-а похвалио је Дванаестог Доктора што је био „најтоплији” у „Повратку Доктора Мистерија”, заједно са The Guardian-ом који је аплаудирао динамици између Доктора и Нардола наводећи „Питер Капалди и Мет Лукас су 'пантомимска посластица'”. У јуну 2016, Питер Капалди је ушао у ужи избор за националну TV Choice награду за најбољег глумца. Такође је био предложен за награду Еми за програм у ударном термину у категорији за најбољег главног глумца у драмској серији. Поред тога, Капалди је био номинован за БАФТА награду Шкотске у категорији за најбољег глумца на телевизији.
Мајкл Хоган из The Telegraph-а је приметио да се „Капалди вратио својим најбољим харизматичним карактеристикама” у епизоди „Пилот”, наводећи да „предан обожавалац серије жели да изађе напоље са праском” и описао његов лик као „живахан, чаробан и љубазан”. Патрик Малкерн је похвалио писање Саре Долард о Доктору у „Танком леду”, напомињући како она „испитује његов морални кодекс; уверења којима тежи и злочине и прекршаје којима је спреман да се препусти”. Капалдијев наступ у „Екстремису” добио је похвале, а Аласдир Вилкинс је изјавио да је „Питер Капалди опасно близу тога да постане мој неквалификовани избор за омиљеног Доктора, он потцењује моменат, правећи мале изборе да сигнализира и своје саосећање и сломљено срце”. Такође је похвалио интеракцију између њега и Миси, напомињући како се они сећају „осећајно сложеније варијанте репартеа који су Доктор Џона Пертвија и Господар Роџера Делгада имали током својих бројних сусрета”. Патрик Малкерн је похвалио Капалдијев наступ у „Лажи земље”, тврдећи „да се колеба између потпуно гадног и у најбољем случају збуњујућег. Уморан је од света − конкретно, Земље. Готово да можете веровати да је прешао на тамну страну, толико је велико његово разочарење у људски род”. Након емитовања завршнице „Док је света и века”, Стивен Мофат је одао посебну почаст Капалдију: „Питер мора да размишља само на екрану и знаш шта мисли”, рекао је. „Мора само да помери лице и ја знам нарочиту мешавину шкотске муке коју тренутно осећа. Упркос покушају да се избори са својим осећањима, дао нам је најемотивнијег Доктора.” Капалди је добио огромне похвале за свој наступ у епизоди „Докторов пад”, а Патрик Малкерн је приметио да је епизода посвећена лику и како он „стоји високо”, заједно са Данијелом Џексоном из Daily Mirror-а истиче Дванаестог Доктора и хвали како „једноставно сија”. Flickering Myth је навео: „Питер Капалди је величанствен Доктор, особа која хвата мудрост, лудило, бригу и фрустрацију две хиљаде година старог Господара времена”. Digital Spy је похвалио Капалдијев говор „Где стојим, ту и падам”, истичући га као вероватно најлепши тренутак за овог глумца до сада. Сајмон Бру из Den of Geek-а је снажно похвалио глумчеву изведбу рекавши: „Величанствени, дивни, сјајни Питер Капалди. Ако вам је потребан подсетник колико ће вам недостајати када оде из Доктора Хуа на крају године, његов изванредан рад овде је био управо то. Када је био нападнут, очигледно смртно, и када је стално одлагао регенерацију, затекао сам себе како наглас говорим 'Не желим да идеш'”. Рос Рудигер из часописа New York Magazine се сложио, признајући да је: „Човек био откровење. Волим Питера Капалдија. Он је без сумње био мој Доктор за ову нову инкарнацију Доктора Хуа која завршава свој десети серијал, а ми смо ништа мање срећни што смо били благословени његовим даром. Не желим ни да одеш, Питере”.
Критичари су високо хвалили наступ Питера Капалдија у његовом последњем остварењу, специјалу „Било двапут”, заједно са еволуцијом Дванаестог Доктора током три серијала. Сем Валастон из The Guardian-а, који је себе сматрао пријатељом Дванаестог Доктора, рекао је да је било тешко опростити се од овог сјајног Доктора који је био „топао, мудар, љубазан, забаван и људски”. Патрик Малкерн је Капалдија назвао својом правом врстом Доктора: „Старији, храпави, челични, смешни, али са муком која пече кроз те румене очи”. The Mirror је приметио да је путовање Дванаестог Доктора од „Времена Доктора” до „Било двапут” било епско: „Од његових раних дана као мрзовољног контраста Клари, до брижније, учитељске фигуре поред Бил било је задовољство гледати. А ова еволуција унутар једне регенерације је нешто што је само глумац попут Капалдија могао да изведе”.  се сложио, наводећи да је епизода дала Капалдију „прелепу последњу представу која показује колико је урастао у улогу од његових прилично злослутних почетака у осмој сезони”. Рос Рудигер је сматрао Дванаестог Доктора „врхунцем” Доктора Хуа. Он је признао да је глумац дошао у не узбудљиво време за серију, али је успео да је поново учини узбудљивом. Осећао је да је Капалдијев Доктор вероватно једини Доктор у историји серије који је израстао као лик: „Доктор којег смо видели у 'Докторовом паду' је драстично другачија врста човека од особе коју смо срели давно у „Дубоком удаху” — и ипак, они су сасвим, уверљиво исти лик”. На крају је Рудигер признао да је било дивно гледати како је овај лик учио и како је растао: „То није нешто с чиме се ова серија икада усуђивала да се позабави, али сада када је то тако успешно урађено и остварено, биће тешко за серију да се окрене. Питер Капалди је подигао летвицу ко и шта Доктор може да буде, а серија је тим боља за то”. Алисдер Вилкинс са веб-сајта Inverse изјавио да је дефинишућа реч за Дванаестог Доктора „љубазан”: „То је оно што га покреће на Божићном примирју у Ипру и то је део његовог последњег савета његовом следећем себи. То као првак доброте говори колико је овај Доктор растао и развијао се током ове три сезоне”. Рекао је да то показује колико је Капалдијев наступ био сјајан. Вилкинс је приметио како се Дванаести Доктор постепено загревао, схватајући да показивање свог правог себе – разлог за његов старији изглед – значи бити „бесрамно, безрезервно љубазан”. Даље је рекао да је Капалди глумио Докторову љубазност као „најискренији израз себе и на тај начин учинио свог Доктора рањивим и отвореним на начин на који нико од његових претходника није покушао”.